# Leptasthenura
Leptasthenura – rodzaj z podrodziny ogończyków (Synallaxinae) w rodzinie garncarzowatych (Furnariidae). 

## Zasięg występowania
Rodzaj obejmuje gatunki występujące w Ameryce Południowej.

## Morfologia
Długość ciała 14–19 cm; masa ciała 8–16 g.

## Systematyka

### Etymologia
Leptasthenura: gr. λεπτος leptos „cienki”; ασθενης asthenes „słaby”; ουρα oura „ogon”.

### Podział systematyczny
Do rodzaju należą następujące gatunki:
- Leptasthenura xenothorax Chapman, 1921 – cierniogonek białobrewy
- Leptasthenura pileata P.L. Sclater, 1881 – cierniogonek rudogłowy
- Leptasthenura striata (R.A. Philippi, Sr. & Landbeck, 1863) – cierniogonek kreskowany
- Leptasthenura fuliginiceps (d’Orbigny, 1837) – cierniogonek brązowy
- Leptasthenura aegithaloides (von Kittlitz, 1830) – cierniogonek blady
- Leptasthenura andicola P.L. Sclater, 1870 – cierniogonek ciemny
- Leptasthenura platensis Reichenbach, 1853 – cierniogonek czubaty
- Leptasthenura setaria (Temminck, 1824) – cierniogonek araukariowy
- Leptasthenura striolata (von Pelzeln, 1856) – cierniogonek pstry